# Loi des Trois ans
Lire en ligne

assemblee-nationale.fr

La loi des Trois ans ou loi de Trois ans, dite aussi loi Barthou, est une loi française de 1913 augmentant la durée du service militaire de deux à trois ans en vue de préparer l'armée française à une guerre éventuelle avec l'Allemagne, laquelle surviendra l'année suivante et deviendra la Première Guerre mondiale.

## Contexte
En 1913, le service militaire en France durait deux ans, depuis la loi du 21 mars 1905, dite loi Berteaux, du nom du député Maurice Berteaux qui en a été le rapporteur au nom de la commission de l'Armée en mars 1904,.
Après la crise de Tanger (1905) et celle d'Agadir (1911), un conflit avec l'Empire allemand est apparu, aux yeux d'une partie de l'opinion publique, de plus en plus inévitable, tandis que la droite nationaliste et une partie de la gauche républicaine revendiquait la Revanche contre le vainqueur de 1870. Néanmoins, toute une partie de la gauche, des radicaux-socialistes à la SFIO, s'y opposait, au nom de l'antimilitarisme et de la négociation diplomatique avec l'Allemagne visant à éloigner le spectre de la guerre. Cette loi fut ainsi l'un des débats majeurs de l'année 1913.

## Débats
Le projet de loi visant à porter la durée du service militaire à trois ans avait d'abord vu le jour sous le cabinet Briand. Une fois celui-ci renversé en mars 1913, il fut repris par son successeur le gouvernement Barthou avec l'appui du président de la République, Raymond Poincaré.
Si les socialistes de la SFIO étaient opposés à cette loi, le sénateur radical Clemenceau, en revanche, la soutenait. Bien qu'éloigné de tout revanchisme, il craignait particulièrement l'éclatement d'une guerre avec l'Allemagne, et ce depuis la crise de Tanger de 1905. Dans son journal L'Homme libre, il ne cesse ainsi d'avertir l'opinion publique du danger provoqué par la menace allemande (« Pour la défense nationale », 21 mai 1913 ; « Vouloir ou mourir », 24 mai 1913 ; « Ni défendus ni gouvernés », 15 juillet 1914, etc.).
Le 23 mai 1913, Poincaré reçoit ainsi Clemenceau à l'Élysée : ce signe était destiné à la Chambre des députés, l'avertissant que si celle-ci renversait le gouvernement, Clemenceau, plutôt que Joseph Caillaux, serait nommé président du Conseil. L'Humanité voit rouge, et publie une caricature se moquant de cette réconciliation entre ces deux adversaires.
En effet, Jean Jaurès, député de la SFIO et pacifiste, était résolument contre cette loi et comptait sur l'internationalisme ouvrier pour empêcher l'éclatement d'une guerre, tout en préférant la voie diplomatique et à long terme concernant l'Alsace-Lorraine. Le 25 mai 1913, la SFIO organise une manifestation contre la loi au Pré-Saint-Gervais, qui réunit de 70 000 (selon L'Homme libre de Clemenceau) à 150 000 personnes (selon L'Humanité), avec des dizaines d'orateurs, dont Jaurès. L'antimilitarisme était alors largement partagé à gauche, entre autres en raison de l'utilisation constante de l'armée française pour réprimer les grèves (Draveil en 1908, Languedoc en 1907, etc.). Jaurès défend ainsi une proposition alternative, visant à mettre en place des milices citoyennes (voir ci-dessous).

Caricatures des soutiens de la loi des Trois ans dans L'Humanité en 1913
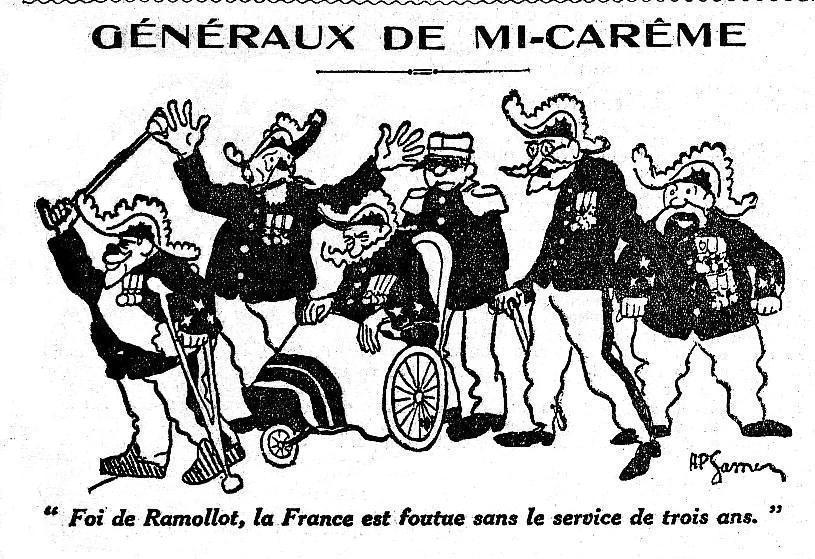
Généraux de la Mi-Carême (28 février[8]) « Foi de Ramollot, la France est foutue sans le service de trois ans » : publiée lorsque la loi est discutée au moment de la Mi-Carême.
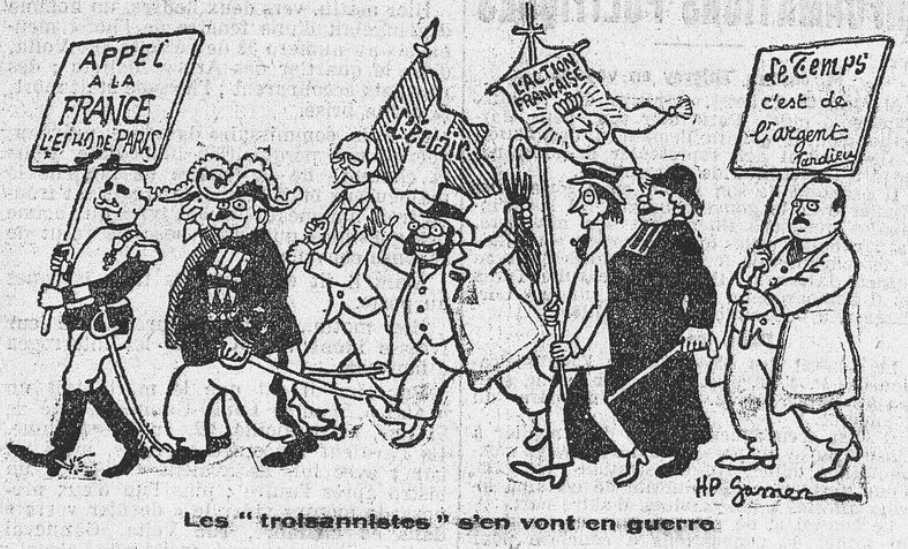
Les “troisannistes” s'en vont en guerre (8 avril[9]) : défilé des partisans de la loi, avec des références à l'affiche « Appel à la France » de L'Écho de Paris[10], à L'Éclair, à l'Action française, et aux éditoriaux de Tardieu dans Le Temps.
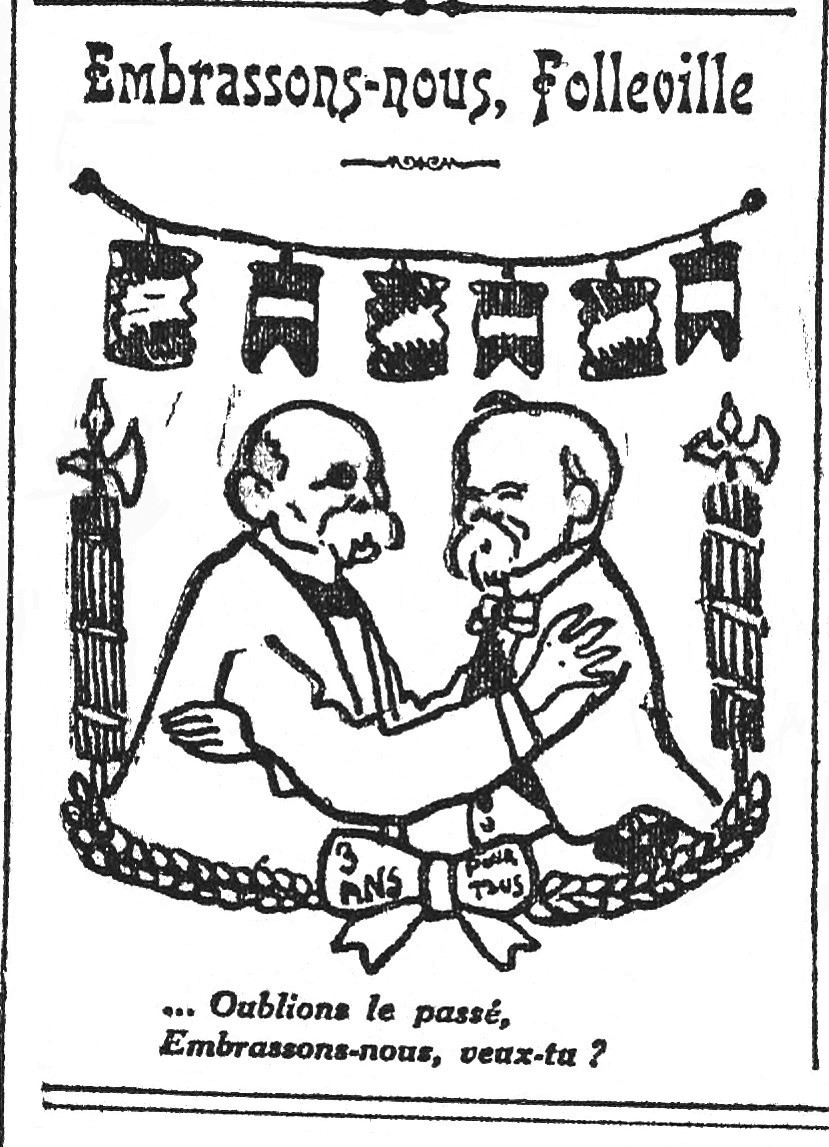
Embrassons-nous, Folleville ! (27 mai[7]) « Oublions le passé… Embrassons-nous, veux-tu ? » : le sénateur radical Clemenceau et le président de la République Poincaré réconciliés dans un soutien commun à la loi.

## Agitation dans les casernes
Lorsque les appelés de la classe 1911 apprennent que leur temps de service va, sans délai, être prolongé d'un an, le mécontentement est fort. De Toul à Rodez, une vague d'agitation parcourt les casernes françaises entre le 18 et le 24 mai. Les soldats manifestent, chantent L'Internationale, bousculent les officiers, tentent parfois de quitter collectivement la caserne.
Le général Paul Pau, chargé de mener l'enquête, attribue ce mouvement à l'action antimilitariste de la CGT et des anarchistes, qui s'opposent fermement à la loi de trois ans. Il s'ensuit une vague de perquisitions et d'arrestations dans les milieux révolutionnaires, l'emprisonnement d'une vingtaine de responsables de la CGT et un procès début 1914. Certains, comme le linguiste Paul Passy, fondateur de l'Union des socialistes chrétiens, perdent leur poste de professeur en raison de leur participation à la campagne de protestation.

## Vote de la loi
Le projet de loi est discuté à la Chambre des députés à partir du 2 juin 1913. Il est voté le 19 juillet 1913, par 358 voix contre 204, avec l'appui de la droite contre les deux-tiers des députés radicaux-socialistes et la SFIO. Le projet est ensuite discuté au Sénat, du 31 juillet au 7 août, alors que les Balkans sont à nouveau touchés par la guerre. Avec Paul Doumer comme rapporteur, le Sénat vote massivement le projet.
D'autres propositions ont été écartées : certains défendaient un service à 30 mois plutôt que 36, voire à 20 mois (proposition de Raoul Briquet) tandis que Jaurès défendait une sorte de théorie des milices, proche de l'exemple suisse (en) : un service de 18 mois, un jour par mois d'exercice pour les jeunes de 17 à 21 ans, deux jours de manœuvre pour les réservistes par trimestre, et, à partir d'octobre 1916, un an de service, puis six mois en octobre 1918.

## Conséquences
L'abrogation de la loi des Trois ans est l'un des thèmes de la campagne des législatives d'avril – mai 1914.
Celle-ci avait augmenté le nombre des soldats français de  480 000  à   750 000, alors que l'armée allemande était forte de 850 000 hommes. De nouveaux régiments sont créés, tels que le 49e régiment d'artillerie. L'armement demeure, toutefois, ancien.
Le député catholique conservateur Albert de Mun, ardent défenseur de la loi, entre à la commission du Budget pour y défendre son application, appuyant le projet d'un emprunt de 1 400 millions de francs à cette fin.